# Иоахаз (царь Израиля)
Иоахаз (др.-евр. יְהוֹאָחָז‬ — «которого укрепляет Яхве») — 11-й израильский царь, сын и преемник Ииуя. Правил 17 лет (4 Цар. 13:1).

## Библейское повествование
В наказание за своё идолопоклонство он так был поражён Азаилом и Венедадом, царями сирийскими, что из всей его огромной армии осталось только 50 всадников, 10 колесниц и 10 000 воинов. Иоахаз просил у Господа избавителя от арамейского гнёта, и Он уготовил спасителя для Израиля, имя которого не называется.
Его наследник, Иоас, отобрал у сирийцев потерянные при отце земли (4 Цар. 13:25).

## Датирование
- по У. Олбрайту: 815—801 до н. э.
- по Э. Тиле, В. Эрлихману и И. Тантлевскому: 814—798 до н. э.[2][3][4]